# التهاب الشفة الزاوي
التهاب الشفة الزاوي أو الصُمّاغ أو تشقق الشفاه أو صدوع الشفة أو التهاب الشفة المقرني أو التهاب الفم الزاوي هو التهاب في إحدى زاويتي الفم أو كليهما. غالبًا ما تكون الزوايا حمراء مع انهيار الجلد وتقشره. يمكن أن تكون أيضًا حكة أو ألم. يمكن أن تستمر الحالة من أيام إلى سنوات. التهاب الشفة الزاوي هو نوع من التهاب الشفاة.
يمكن أن يحدث التهاب الشفة الزاوي بسبب العدوى أو التهيج أو الحساسية. تشمل العدوى الفطريات مثل المبيضات البيضاء والبكتيريا مثل العنقوديات المذهبة. تشمل المهيجات أطقم الأسنان غير الملائمة، لعق الشفاه أو سيلان اللعاب، التنفس الفموي مما يؤدي إلى جفاف الفم، التعرض للشمس، انغلاق الفم بشكل مفرط، التدخين، وصدمة طفيفة. قد تشمل الحساسية مواد مثل معجون الأسنان، الماكياج والطعام. قد تشمل العوامل الأخرى سوء التغذية أو ضعف وظائف المناعة. قد يتم المساعدة في التشخيص عن طريق اختبار العدوى واختبار الحساسية للكشف عن الحساسية.

يعتمد علاج التهاب الشفة الزاوي عادةً على الأسباب الكامنة إلى جانب استخدام كريم حاجز. في كثير من الأحيان يتم تجربة كريم مضاد للفطريات والبكتيريا. التهاب الشفة الزاوي مشكلة شائعة إلى حد ما، وتشير التقديرات إلى أنها تصيب 0.7٪ من السكان. يحدث غالبًا لدى الأشخاص في سن الثلاثينيات إلى الستينيات من العمر، كما أنه شائع نسبيًا عند الأطفال. في العالم النامي، يعد الحديد، فيتامين بي12، ونقص الفيتامينات الأخرى سببًا شائعًا.

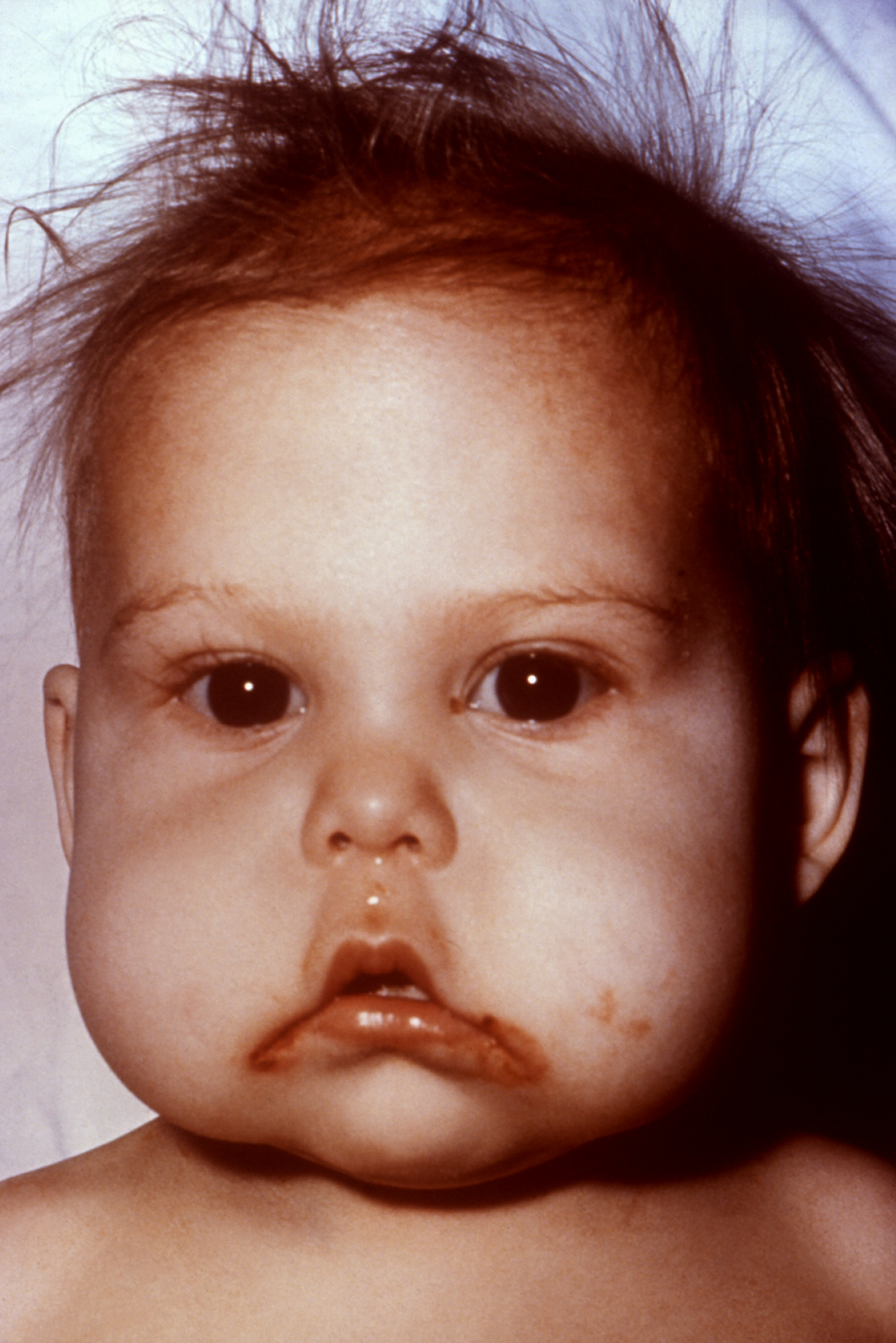
طفل مصاب بمرض كواشيوركور الناتج عن سوء التغذية تظهر عليه أعراض التهاب الشفة الزاوي وانتفاخ الوجه

## الأسباب
التهاب الشفة الزاوي له العديد من الاسباب وقد يصيب جميع الفئات العمرية دون اسثناء  ومن أسبابه:
- سوء التغذية: كنقص العناصر الغذائية الهامة مثل نقص فيتامينات بي (أبرزها فيتامين بي12) ونقص الزنك وأنيميا نقص الحديد وحمض الفوليك والإصابة بأمراض سوء التغذية كمرض كواشيوركور .
- الفطريات والبكتيريا تلعب دورا كبيرا في التهاب الشفة الزاوي خاصة الفطريات من نوع المبيضات البيض (candida albican) ويحدث هذا النوع من الالتهابات بسبب تجمع اللعاب في زاوية الفم والتي تجعل المناخ مناسبا لنمو الفطريات .
- تزداد احتمالية إصابة المرضى الذين سبق لهم التعرض للعلاج بالإشعاع بالتهاب الشفة الزاوي .
- زوايا الفم المنسدلة التي تسببها أطقم الاسنان الصناعية التي لا تدعم بشكل كاف عضلات الوجه .
- سيلان اللعاب عند النوم هما أيضًا من الأسباب الشائعة ففي حالة السيلان ينحصر اللعاب في زاوية الفم مما يكوِّن بيئة مناسبة جدًا لنمو الفطريات.
- التعرض القاسي لأشعة الشمس، حيث يقوم الفرد بلعق شفاه باستمرار لترطيبها كعادة خاطئة، وهو ما يساعد على تكون الفطريات ونموها بشكل اسرع واقوى
- بعض الأمراض العامة قد تجعل المريض أكثر عرضة للإصابة بالتهاب الشفة الزاوي كمرض السكري والإصابة بفيروس نقص المناعة المكتسبة (الأيدز) و مرضفقدان الشهية العُصابي والذي يتصف بالاضطراب الشديد في الأكل مما يسبب ضعف عام ونقص عناصر غذائية أساسية في الجسم. ومرض جفاف الفم الذي يمثل حوالي 5% من أسباب حالات التهاب الشفة الزاوي وقد يكون جفاف الفم في حد ذاته ناتجًا عن مرض أكبر كمتلازمة شوغرن. بالإضافة أيضًا لأمراض الأمعاء الالتهابية (Inflammatory bowel disease), ومتلازمة بلومر فنسون.
- قد يسبب تعاطي بعض الأدوية التهاب الشفة الزاوي كدواء آيزوتريتينوين المستخدم في علاج حب الشباب و الهيروين وهو مخدر قوي للجهاز العصبي المركزي و الميثامفيتامين وهو عقار منشط والكوكايين وهو مخدر.

## العلامات والأعراض
يمكن تصنيف حالات التهاب الشفة الزاوي إلى حادة ومزمنة وغير مستجيبة للعلاج.
و قد يحدث الاتهاب على جانبي الفم ولكن في بعض الأحيان قد يتأثر جانب واحد فقط. و في بعض الحالات، قد يبقى الاتهاب في الغشاء المخاطي المبطن للشفه فقط، وقد يمتد إلى خارج الفم ويظهر على جلد الوجه وتظهر الأعراض كالآتي:
- في البداية تظهر زوايا الفم باللون الرمادي والأبيض. وفي وقت لاحق، من تظهر منطقة مثلثة الشكل تقريبًا من الاحمرار [6] والتورم وانهيار الجلد في أي ركن من أركان الفم.[6]
- تشقق وتصدع وتيبس وتقرح الغشاء المخاطي للشفة وأحيانًا قد يحدث تصدع أيضًا في جلد الوجه القريب من زوايا الفم. من النادر أن التهاب الجلد (الذي قد يشبه الأكزيما) يمكنه أن يمتد من زاوية الفم إلى جلد الخد أو الذقن أو الغدة النكافية.
- وجع وألم وحكة في مكان الالتهاب يزداد مع تناول الطعام.[6]
- رائحة كريهة للفم.
- إذا كان الالتهاب ناجم عن حدوث عدوى ببكتيريا من نوع المكورات العنقودية الذهبية، فأنه قد تظهر قشور صفراء ذهبية.
- و في التهاب الشفة الزاوي المزمن، قد يكون هناك تقيح (تكوين صديد)، و تقشير.
- ويمكن أن تظهر أعراض وعلامات السبب الرئيسي لالتهاب الشفة، فإذا كان الالتهاب نتيجة استخدام طقم أسنان ملوث أو رديء فقد تظهر علامات فرط الإغلاق الفك السفلي (انهيار فكي) وأعراض التهابات الأسنان واللثة. و إذا كان الالتهاب ناجم عن نقص في التغذية، فقد يجد الطبيب علامات وأعراض مثل التهاب اللسان (تورم اللسان) أو تورم الوجه والبطن والأطراف السفلية. وإذا كان الالتهاب ناتجًا عن أنيميا نقص الحديد بقد تظهر على المريض أعراض الشحوب والخمول والصداع.
- قد يحدث نزيف في حالات قليلة.

## العلاج
يتم التعامل مع حالة التهاب الشفة الزاوي من خلال أربعة محاور.
أولًا : التعرف على سبب العدوى داخل الفم والقضاء عليها. وفي حالة إهمال علاج السبب فإن المريض سيعاني من تكرر الالتهاب من وقت لآخر، وينصح المرضى الذين يستخدمون أطقم الأسنان الطبية بعدم ارتدائها أثناء النوم وتنظيفها بالماء يوميًا. كما ينصح المرضى بالتوقف عن التدخين والحفاظ على نظافة الفم.
ثانيًا : لابد من دعم الفك السفلي لمنع فرط إغلاق الفك السفلي مما يسبب تهدل طبقات الجلد والتهابها، ويكون ذلك بعمل طقم أسنان للفك السفلي أو بحقن مادة الكولاجين أو عملية حقن الدهون الذاتي.
ثالثًا : القضاء على العدوى نفسها ويختلف العلاج باختلاف الجسيم المسبب لعدوى :
في حالة عدوى الفطريات يستخدم مرهم موضعي مضاد للفطريات يحتوي على عقار كلوتريمازول أو أمفوتيريسين ب أو كيتوكونازول أو نيستاتينوقد يضاف إليه عقار كورتيكوستيرويد للحد من الالتهاب.
أما في حالة عدوى البكتيريا فيستخدم مرهم موضعي مضاد للبكتيريا بحتوي على عقار كلورهيكسيدين أو مترونيدازول أو موبيروسين أو نيوميسين.
رابعً : في الحالات المزمنة الغير مستجيبة للعلاج لابد من البحث بشكل أدق عن مرض عام أو سبب آخر للالتهاب كإجراء فحوص نقص الحديد ونقص الفيتماينات وفحوص فيروس نقص المناعة المكتسبة واختبارات الحساسية.

## مصير المرض
تستجيب معظم الحالات للعلاج بالمراهم الموضعية، وقد تتحول الحالة إلى مزمنة وتطول مدتها أو يتكرر ظهورها بعد اكتمال العلاج.